# Klæmint Olsen (fodboldspiller)
 Der er flere personer med dette navn, se Klæmint Olsen.
Klæmint Andrasson Olsen (født 17. juli 1990) er en færøsk fodboldspiller, der spiller som angriber for islandske Breiðablik på en lejeaftale fra NSÍ Runavík og for Færøernes landshold.

## Karriere

### Klub
Klæmint Olsen har spillet med NSÍ hele sin karriere. Han startede sin karriere i Færøernes bedste liga i 2007, hvor NSÍ vandt det færøske mesterskab. I 2011 var han nummer to på topscorerlisten i Færøernes bedste række med 17 mål for NSÍ Runavík.
Den 15. september 2013 scorede han alle fire mål i en 4-3 sejr mod KÍ.
Han blev topscorer i den færøske topliga i 2013 med 21 mål, og igen i 2014 med 22 mål, i 2015 med 21 mål og 2016 med 23 mål. For dette modtog han den gyldne støvle fire gange på rad. Han blev igen topscorer i den færøske bedste række i 2019 med 26 mål. I 2020 scorede han sit mål nummer 200 i Færøernes bedste række. Han er den mest scorende gennem alle tider i den færøske topdivision i fodbold.

### Landshold
Han blev første gang indkaldt til Færøernes A-landshold i februar 2012 til en træningslejr i Spanien, og han scorede sejrsmålet i en venskabskamp mod det spanske hold La Union. Han fik sin officielle debut på landsholdet i en VM-kvalifikationskamp mod Tyskland den 7. september 2012, hvor han blev skiftet ind.
Han scorede sit første landsholdsmål for Færøernes A-landshold i 1-4 nederlag i en EM-kvalifikationskamp på hjemmebane mod Spanien den 7. juni 2019.

### Landsholdsmål
Færøernes scoring og resultat vises først.
| #  | Dato              | Stadion                                    | Mod           | Scoring | Resultat | Konkurrence                           |
| -- | ----------------- | ------------------------------------------ | ------------- | ------- | -------- | ------------------------------------- |
| 1. | 7. juni 2019      | Tórsvøllur, Tórshavn                       | Spanien       | 1–2     | 1–4      | EM-kval 2020                          |
| 2. | 3. september 2020 | Tórsvøllur, Tórshavn                       | Malta         | 1–0     | 3–2      | UEFA Nations League 2020-21, League D |
| 3. | 6. september 2020 | Estadi Nacional, Andorra la Vella, Andorra | Andorra       | 1–0     | 1–0      | UEFA Nations League 2020-21, League D |
| 4. | 13. oktober 2020  | Tórsvøllur, Tórshavn                       | Andorra       | 1–0     | 2–0      | UEFA Nations League 2020-21, League D |
| 5. | 13. oktober 2020  | Tórsvøllur, Tórshavn                       | Andorra       | 2–0     | 2–0      | UEFA Nations League 2020-21, League D |
| 6  | 7. juni 2021      | Tórsvøllur, Tórshavn, Færøerne             | Liechtenstein | 1–1     | 5–1      | Venskabskamp                          |
| 7  | 7. juni 2021      | Tórsvøllur, Tórshavn, Færøerne             | Liechtenstein | 4–1     | 5–1      | Venskabskamp                          |
| 8  | 7. september 2021 | Tórsvøllur, Tórshavn, Færøerne             | Moldova       | 1–0     | 2–1      | VM-kval. 2022                         |
| 9  | 12. november 2021 | Parken, København                          | Danmark       | 1–2     | 1–3      | VM-kval. 2022                         |
| 10 | 15. november 2021 | Netanya Stadium, Netanya, Israel           | Israel        | 2–2     | 2–3      | VM-kval. 2022                         |

## Privatliv
I en radioudsendelse i Kringvarp Føroya fortalte Klæmint Olsens mor, Halda Tausen Olsen, at Klæmint blev født med en klumpfod, som i form mindede om en banan, og at lægen, som behandlede ham, havde sagt, at han aldrig ville blive fodboldspiller. Men moderen ville ikke opgive ham og fortsatte i fem år med at behandle hans venstre fod hver morgen og hver aften. Hans fod blev næsten normal, dog er hans venstre læg kun en tredjedel af hans højre læg, så han kan ikke sætte af med venstre fod, når han spiller fodbold. Men handikappet har ikke forhindret ham i at blive en god fodboldspiller, der har spillet over tyve landskampe for Færøernes A-landshold og han har også spillet for U/17, U/19 og U/21 landsholdene, og derudover har været topscorer i Færøernes bedste række fem gange.